# 朱穰丞
朱穰丞（1901年12月17日—1943年1月17日），本名朱成湘，字穰丞，江苏吴县东山屯湾人，生於上海。中國話劇編導。

## 生平
朱穰丞的父親朱琛为上海黄灰丝业商人，曾当选为洞庭东山旅沪同乡会会长、主席。
朱穰丞會英文、世界语、法语，畢業於上海圣芳济学校中学部。曾为生大银行、克发洋行及美商书店职员。1921年参与组织話劇團體辛酉学社，后任辛酉学社干事长。1923年参与创办辛酉学社商业专门学校。1924年兼任辛酉学社征求委员会副委员长。他還曾任洞庭东山旅沪同乡会文牘董事，参与创办同乡会会刊《莫釐沪报》。1925年，辛西学社与南洋大学合组中华台球会。朱穰丞当选为副会长。后改任辛西学社爱美剧团团长。
朱穰丞曾编译导演武者小路实笃的《桃花源》、巴比塞的《外国人》及安特烈夫的《狗的跳舞》、契訶夫的《万尼亚勇勇》等话剧，并组织公演《获虎之夜》、《亲爱的丈夫》、《父归》、《酒后》等独幕剧。
辛西学社爱美剧团团长制改为委员制后，朱穰丞当选为委员。他又创办图书馆与讲读会。1927年被田汉聘为上海艺术大学戏剧科教授。1930年加入左翼作家联盟，参与发起上海戏剧运动联合会及左翼戏剧家联盟。
朱穰丞又赴法国勤工俭学，並且就讀於索尔邦大学，期間加入法國共產黨和中国共产党，任留法学生支部书记、旅法华侨支部书记，领导旅法华侨反帝大同盟，主编《救国时报》、《反帝》，後來被驱逐至比利时。1933年赴苏联莫斯科，先后在国际革命戏剧同盟、瓦赫坦戈夫戏院、外国工人出版社工作。1935年在民族殖民地问题科研所短训班学习。後來又在列寧學校就讀。1938年4月18日，朱穰丞和许之禎等一批就读于列宁学校的师生离开苏联回国参加中國抗日战争。朱穰丞至中苏边境时，突然被苏方派车追回。後來被哈萨克苏维埃社会主义共和国内务人民委员会拘捕。1939年6月以间谋罪被判处监禁八年。1939年5月7日被送往克拉斯诺亚尔斯克边疆区的諾里爾斯克勞改營，1940年9月24日被转到克麦罗沃州的西伯利亚劳改营。1943年1月17日因病去世于西伯利亚劳改营。
朱穰丞的家人一度不知其下落，朱穰丞子女曾多次通过有关部门打听朱穰丞的情况，但都沒結果。1989年1月16日，苏联最高苏维埃发布命令恢复其名誉。